# Steeve Elana
Steeve Elana (Aubervilliers, 11 luglio 1980) è un ex calciatore francese di origini martinicane, di ruolo portiere.

## Carriera

### Valence e Caen
Dopo gli inizi nelle giovanili del Marsiglia e al Valence si trasferisce al Caen svincolatosi da quest'ultima. Esordisce con la nuova maglia il 19 ottobre 2002 nella vittoria interna per 1-0 sull'Istres e nell'occasione non subisce alcuna rete. Nonostante tutto non riesce a guadagnarsi a pieno la fiducia del tecnico e passa una stagione tra presenze, panchine e tribuna.
La stagione seguente (2003/2004) riesce a guadagnarsi la fiducia del tecnico e diventa il portiere titolare della sua squadra risultando decisivo per la promozione in Ligue 1 alla fine della stagione. Colleziona 37 presenze, infatti salta solo l'ultima partita del campionato, subendo 31 gol.
La stagione 2004/2005 inizia bene per lui perché nonostante la squadra sia stata promossa in Ligue 1 il tecnico gli rinnova la fiducia affidandogli le chiavi della porta fino all'ottava giornata quando perde il posto da titolare. Il prosieguo della stagione non è dei migliori infatti non è più il portiere titolare della squadra e chiude la sua prima stagione in Ligue 1 con appena 13 presenze.

### La consacrazione al Brest
A fine stagione si svincola dal Caen e viene ingaggiato dal Brest, club militante nella Ligue 2 francese. Elana diventa subito uno dei punti fermi della squadra riuscendo a collezionare la bellezza di 33 presenze alla prima stagione con la nuova maglia. Dopo 5 anni passati in Ligue 2 nella stagione 2009/2010 la sua squadra riesce ad essere promossa nella massima serie del campionato francese. La sua seconda stagione in Ligue 1, dopo quella col Caen, è una delle migliori perché riesce a giocare tutti i match del campionato compresi quelli delle coppe nazionali (Coupe de la Ligue, Coupe de France).

### Lilla
Dopo la stagione 2011/2012, rimane svincolato e firma un contratto fino al 2016 con la squadra del Lilla. L'esordio con la sua nuova squadra arriva il 30 ottobre 2012 in occasione della partita di Coupe de la Ligue Lilla-Tolosa finita 1-0. Dal 20 novembre diventa il primo portiere della squadra complice l'addio di Mickael Landreau. Proprio il 20 novembre 2012 fa il suo esordio assoluto in una competizione europea nella partita di Champions League BATĖ Borisov-Lilla terminata 2-0 per "les lillois". L'8 dicembre 2012 fa l'esordio in campionato con la nuova maglia nella partita pareggiata 1-1 sul campo del Sochaux.
Per la stagione 2013/2014 torna ad essere designato secondo portiere alle spalle di Vincent Enyeama. La prima partita stagionale la gioca il 29 ottobre 2013 in occasione della sconfitta per 1-0 in casa ad opera dell'Auxerre in Coupe de la Ligue. Il 5 gennaio 2014 gioca la prima partita di Coupe de la Ligue in trasferta contro l'Amiens vinta 3-1. Il 21 gennaio 2014 nella partita di Coupe de France Croix-Lille 0-3 per la prima volta in stagione termina la partita senza subire gol. L'11 febbraio 2014 in occasione degli ottavi di finale di Coupe de France contro il Caen si rende protagonista parando il sesto rigore degli avversari regalando il passaggio del turno alla sua squadra dopo che i tempi regolamentari si erano conclusi sul punteggio di 3-3 e i tempi supplementari sullo 0-0.
All'inizio del ritiro per la preparazione in vista della stagione successiva (2014-2015) il club comunica di avergli rinnovato il contratto fino al 2018. La prima presenza stagionale arriva il 30 luglio in occasione della trasferta vinta 0-2 sul campo del Grasshopper, partita valida per l'andata del terzo turno preliminare di Champions League.

### Gazélec Ajaccio
Scaduto il contratto con il Lilla, il 23 giugno 2016 firma con il Gazélec Ajaccio appena retrocesso in Ligue 2.